# 太原府

山西省の太原府の位置（1820年）

太原府（たいげんふ）は、中国にかつて存在した府。唐代から民国初年にかけて、現在の山西省中部に設置された。

## 概要
隋の太原郡や唐初の并州を前身とする。
723年（開元11年）、唐により并州が太原府に昇格した。742年（天宝元年）、太原府は北京とされた。唐の北京太原府は河東道に属し、太原・晋陽・太谷・文水・楡次・盂・清源・交城・陽曲・寿陽・広陽・楽平・祁の13県を管轄した。
北宋のとき、太原府は河東路に属し、陽曲・太谷・楡次・寿陽・盂・交城・文水・祁・清源・平晋の10県と大通・永利の2監を管轄した。
金のとき、太原府は河東北路に属し、陽曲・太谷・平晋・清源・徐溝・楡次・祁・文水・交城・盂・寿陽の11県と陽曲・百井・赤塘関・天門関・陵井駅・晋寧・晋祠・団柏の8鎮を管轄した。
1218年、モンゴル帝国により太原府は太原路総管府と改められた。1305年（大徳9年）、地震のため太原路は冀寧路と改称された。元の冀寧路は中書省に属し、録事司と直属の陽曲・文水・平晋・祁・楡次・太谷・清源・寿陽・交城・徐溝の10県と汾州・石州・忻州・平定州・臨州・保徳州・崞州・管州・代州・台州・興州・堅州・嵐州・盂州の14州を管轄した。
1368年（洪武元年）、明により冀寧路は太原府と改められた。太原府は山西省に属し、直属の陽曲・太原・楡次・太谷・祁・徐溝・清源・交城・文水・寿陽・盂・静楽・河曲の12県と平定州に属する楽平県と忻州に属する定襄県と代州に属する五台・繁峙・崞の3県と岢嵐州に属する嵐・興の2県と保徳州、合わせて5州20県を管轄した。
清のとき、太原府は山西省に属し、陽曲・太原・楡次・太谷・祁・徐溝・交城・文水・嵐・興・岢嵐州の1州10県を管轄した。
1913年、中華民国により太原府は廃止された。